# Enoplea
Enoplea zijn een klasse van rondwormen (Nematoda).

## Taxonomie
De volgende onderklasse wordt bij de klasse ingedeeld:
- Dorylaimia
- Enoplia